# Stackridge
Stackridge war eine Folk-, Pop- und Progressive-Rock-Gruppe aus England. Der Höhepunkt ihres Erfolges lag in den frühen 1970ern.
Die Einflüsse der Gruppe reichten von verschiedenen Künstlern wie The Beatles, The Beach Boys, Frank Zappa, Syd Barrett, Incredible String Band, The Marx Brothers, Flanders and Swann, Bing Crosby und Tom Lehrer bis hin zu klassischen Komponisten wie Gilbert & Sullivan, Frederick Delius, Johann Sebastian Bach und Igor Stravinsky.

## Geschichte
„Stackridge Lemon“ wurde von Andy Davis und James „Crun“ Walter im Jahr 1969 in Bristol gegründet. Der Zusatz „Lemon“ wurde schließlich aus dem Namen gestrichen. Der erste Auftritt fand im Londoner Club „The Temple“ am 6. Februar 1970 statt.
Stackridge spielte als erste und letzte Band beim ersten Glastonbury Festival am 19. und 20. September 1970.
Das dritte Album der Band „The Man In The Bowler Hat“ wurde 1973 in den AIR Studios in London mit dem Beatles-Produzenten George Martin aufgenommen und im Februar 1974 veröffentlicht. Es erhielt ausgezeichnete Kritiken, brachte jedoch nicht den erhofften kommerziellen Durchbruch.
Stackridge wurde als erste Band auf dem von Elton John neu gegründeten Label Rocket Records unter Vertrag genommen, auf dem die beiden Alben „Extravaganza“ (1975) und „Mr. Mick“ (1976) erschienen.
1977 lösten sich Stackridge offiziell auf. James Warren und Andy Cresswell-Davis gründeten einige Jahre später The Korgis, die in den frühen 1980ern kommerziell erfolgreich waren.
1996 kam es zu einer Neugründung der Band. 1999 wurde das Studioalbum „Something for the Weekend“ veröffentlicht, das allerdings eher an den kommerzielleren Stil der Korgis als an Stackridge anknüpfte. Der Song „Something about the Beatles“ spielte selbstironisch auf den starken Einfluss der Beatles und die frühere Zusammenarbeit mit George Martin an.
2009 wurde das Album „A Victory For Common Sense“ veröffentlicht.
Im Frühjahr 2015 wurde u. a. über Twitter und die offizielle Website bekannt gegeben, dass sich Stackridge nach der Herbsttour 2015 auflösen würde.
2017 wurde auf dem Label Angel Air eine Live-Aufnahme des Abschiedskonzerts „The Final Bow“ veröffentlicht, das am 19. Dezember 2015 in Bristol stattfand.

## Bandmitglieder
1971–1973
- Andy Cresswell-Davis – Gitarre, Keyboard, Gesang
- James Warren – Gitarre, Gesang
- Mike Evans – Violine, Gesang
- Mike „Mutter“ Slater – Flöte, Gesang
- Jim „Crun“ Walter – Bass
- Billy Bent aka Billy Sparkle – Schlagzeug

seit 1999
- James Warren – Gitarre, Gesang
- Mike Evans – Violine, Gesang
- Jim „Crun“ Walter – Bass, Mobiltelefon
- Richard Stubbings – Flöte, Akkordeon, Keyboard, Gitarre, Pennywhistle, Gesang, Whistling
- Tim Robinson – Schlagzeug
- John Miller/Ian Towers – Keyboard, Gesang

Gastmusiker u. a.:
- Glenn Tommey – Keyboard, Posaune, Gesang, Sticks
- Eddie John – Schlagzeug
- Sarah Mitchell – Violine, Gesang, Keyboard, Tamburin, Tanz
- Clare Lindley – Violine, Gesang

bis 2015
- James Warren – Gitarre, Gesang
- Jim „Crun“ Walter – Bass
- Andy Davis (aka Andrew Cresswell-Davis) – Lead-Gitarre, Keyboard, Gesang

## Diskografie (Auswahl)

### Alben
- Stackridge (1971)
- Friendliness (1972)
- The Man In The Bowler Hat (1974)
- Extravaganza (1975)
- Mr. Mick (1976)
- Something for the Weekend (1999)
- The Original Mr Mick (2001) – Neuveröffentlichung der Originalversion von "Mr. Mick", die von Rocket Records ursprünglich abgelehnt worden war.
- A Victory For Common Sense (2009)

### DVDs
- The Forbidden City (Juli 2007 – live at Rondo Theatre, Bath – 1. April 2007)